# USS Equinox
 (juillet 2025).
L'USS Equinox NCC-72381 est le nom d'un vaisseau spatial fictif de l'univers de Star Trek, qui est présent dans les saisons 5 et 6 de la série Star Trek: Voyager.

## Historique

### Les débuts
À la date stellaire 47007.1, c'est-à-dire en 2379, la classe Nova est lancée et les premiers vaisseaux de cette classe, dont l'USS Equinox, sortent des chantiers navals d'Utopia Planitia en orbite martienne.
Ces vaisseaux, peu armés, sont principalement affectés à des missions de courtes durées et uniquement dans l'exploration et les analyses scientifiques.
En 2370, l'Equinox, alors commandé par le Capitaine Rudolph Ransom et secondé par le Lieutenant-Commander Maxwell Burke, était de passage dans les Terres Brûlées, un espace fixe essentiellement composé de plasma sous forme de tempêtes et de tourbillons. Le vaisseau s'est retrouvé propulsé dans le Quadrant Delta à plusieurs milliers d'années-lumière du Quadrant Alpha à la suite de sa rencontre avec une espèce appelée « Le Pourvoyeur ».
Par la suite, l'équipage avait mis le cap en direction du Quadrant Alpha afin de retourner sur Terre. Sur leur chemin, ils rencontrèrent différentes espèces, certaines belliqueuses comme les Krowtoniens qui a provoqué la perte de 39 membres d'équipage dès leur arrivée et d'autres plus pacifiques comme les Ponéens, qu'ils surnomment les "joyeux Trills du Quadrant Delta".
En 2376, le vaisseau rencontra une espèce appelée les Ankaris. Ils avaient la faculté de faire apparaître leurs "Esprits de la Bonne Fortune" via une machine spécifique qui les fit apparaître. En les analysant, Ransom et Burke ont réalisé qu'il s'agissait d'une forme de vie nucléogénique. En échange de quelques technologies de Starfleet, ils obtinrent l'appareil qui fait apparaître les créatures, qui vivent dans le sous-espace. En retenant un de ces êtres dans leur laboratoire, ils se sont aperçus qu'ils ne pouvaient les renvoyer de là où ils étaient originaires. Malheureusement, la créature mourut car elle ne survivait pas dans l'atmosphère azotée du vaisseau. Après modification du moteur de distorsion et de la chambre intermix, le petit équipage a réalisé qu'ils pouvaient utiliser les restants du corps de la créature et l'utiliser comme carburant afin de faire fonctionner le navire en distorsion et accélérer leur vitesse, leur permettant ainsi de parcourir 10 000 années-lumière en à peine deux semaines.

### La rencontre avec l'USS Voyager
Peu de temps après, les Esprits de la Bonne Fortune des Ankaris ont réalisé ce qu'il se passait. En effet, les officiers de l'Equinox ont enfreint la Directive Première de Starfleet en utilisant plusieurs de ses êtres. Ils se sont alors mis à attaquer le navire, tout d'abord une offensive sur les boucliers et une fois que le vaisseau n'avait de protection, ils pouvaient apparaître au sein du vaisseau et finalement tuer tous ceux appartenant à l'Equinox. Ils ont réussi à capter le Voyager et décidèrent de lancer un appel de détresse.
Ayant capté leur appel, le Voyager s'est lancé à leur recherche. Le Capitaine Kathryn Janeway décida de secourir l'équipage, puis, une fois arrivés, ils lancèrent les réparations, sauf dans un des laboratoires où Ransom expliqua à Janeway qu'il était encore rempli de radiations thermioniques (des radiations mortelles). Se posant la question de ces étranges attaques, le commandant de l'Equinox dut mentir et continua de protéger son vaisseau afin de ne pas lever le voile sur leurs expériences. Janeway rappela à Ransom que malgré leur position dans le Quadrant Delta, les règles de Starfleet s'appliquent toujours et que le vaisseau ayant une plus grande supériorité tactique est le vaisseau qui possède le commandement, c'est-à-dire dans ce cas l'USS Voyager.
Cependant, les radiations devaient peu à peu se dissiper dans le laboratoire, elles demeuraient toujours. Seven of Nine et le Lieutenant Tuvok ont découvert que ces radiations étaient intentionnelles à la suite de l'explosion d'un conduit EPS qui diffusait spécifiquement dans ce laboratoire précisément. Le Hologramme Médical d'Urgence (HMU), alias "Le Docteur" du Voyager fut envoyé à bord de l'Equinox. N'étant pas fait de matériaux biologiques et ne respirant pas, ils pouvaient, grâce à un émetteur holographique portable, se mouvoir et analyser chaque recoin du laboratoire et put percer le secret tant caché de l'équipage. À la suite de cette découverte rapportée au Capitaine Janeway, Rudolph Ransom et ses hommes furent tous mis aux arrêts et confinés dans une salle du Voyager.

### La destruction de l'Equinox
L'USS Equinox est également équipé d'un HMU de même facture que celui du Voyager. Alors que Le Docteur s'était à nouveau téléporté à bord de l'Equinox, le HMU homologue, dont ses paramètres éthiques furent désactivés, trompa l'autre HMU en désactivant son émetteur portable. Il le téléchargea alors à bord du petit vaisseau scientifique et se téléporta à bord du Voyager. Il réalisa alors la fuite de l'équipage de l'Equinox en les téléportant à bord de leur vaisseau. Mais sous le feu des officiers du vaisseau de Janeway, le HMU désactiva l'émetteur et ce dernier tomba au sol puis fut découvert par Neelix. L'équipage du Voyager pense donc faire face à leur Docteur. Seven of Nine, qui se trouvait déjà à bord de l'Equinox afin d'analyser le moteur de distorsion, fut prise par surprise et endormie par l'Enseigne Marla Gilmore. En s'échappant avec leur navire en distorsion avec le générateur de champ de bouclier, le Voyager perdit son bouclier défensif et fut attaqué par les créatures, essuyant quelques pertes et quelques blessés, dont le Commander Chakotay.
À bord de l'autre vaisseau, le Docteur dut soigner Seven dont cette dernière possédait le code d'accès du générateur de champ, mais dont il ne souhaitait pas exercer quelconque torture. Alors, Ransom lui désactiva ses paramètres éthiques et il put exécuter les ordres du Capitaine et tenter d'obtenir les codes afin de continuer leur voyage rapide jusqu'au Quadrant Alpha en utilisant leur "booster" de distorsion. Ils devaient malgré tout sacrifier une autre bête afin de recueillir davantage de "carburant". Mais manqua malgré tout d'énergie.
Le Capitaine Janeway se lança à la poursuite de l'Equinox, souhaitant en finir avec l'injustice morale et éthique dont exprimait Ransom et le reste de l'équipage. En les rattrapant, ils ont échangé quelques tirs de phaseurs et salves de torpilles à photons. L'Equinox subit quelques dégâts mais le Voyager, avec peu de défense, perdit le contrôle de l'armement, de la distorsion ainsi qu'un faible pourcentage de tous les boucliers, grâce au HMU du deuxième vaisseau qui était toujours à bord du Voyager et qui communiquait à ses supérieurs la fréquence des boucliers du navire de Janeway. L'Equinox repartit en distorsion et préféra se placer en orbite autour d'une planète dont le champ magnétique masqua leur signature énergétique mais fut malgré tout retrouvé. Le Voyager réussit à enlever un officier, Noah Lessing, qui était téléporté à la surface de la planète en compagnie d'un autre officier tué par Chakotay et Harry Kim. Lessing fut torturé par Janeway afin d'obtenir des informations sur Ransom. Pris en chasse, l'Equinox décida d'entrer dans l'atmosphère de la planète qui réduisit le pourcentage des boucliers, ceci afin de dissuader le Voyager et de repartir rapidement en distorsion.
Le Voyager rattrapa malgré tout l'Equinox et put tirer à nouveau des torpilles, touchant ainsi une des deux nacelles de distorsion, l'empêchant ainsi de poursuivre sa route en vitesse supraluminique. Maxwell Burke et d'autres officiers se sont mutinés contre leur capitaine. Ayant donc perdu leurs boucliers grâce à l'aide de Ransom et de Gilmore, le Voyager saisit sa chance en téléportant à bord Seven et Marla Gilmore ainsi que d'autres officiers. Burke et certains membres furent attaqués par les créatures, Ransom décida de rester à bord et de s'éloigner du Voyager car ces derniers attaquèrent au moteur de distorsion du petit vaisseau. Le Docteur put également reprendre ses positions et ses paramètres éthiques sur le navire et effacer définitivement le HMU de l'Equinox.
L'USS Equinox, alors attaqué, subit une surchauffe de la chambre intermix et explosa loin du Voyager, sous les yeux des officiers de passerelle.
À bord du Voyager, seuls Marla Gilmore, Noah Lessing, Brian Sofin, Angelo Tassoni et James Morrow sont les survivants de l'Equinox et furent rétrogradés au rang de recrue à la suite de l'insubordination ainsi que de l'infraction de la Directive Première.

## Équipage
Après avoir subi de lourdes pertes au cours de son voyage dans le Quadrant Delta, l'Equinox a constamment mis son manifeste à jour et sa dernière modification est en 2376 :
- Capitaine Rudolph Ransom : Officier commandant (CO)
- Lieutenant-Commander Maxwell Burke : Premier Officier (XO)
- Enseigne Marla Gilmore : Chef ingénieure (après la perte de la quasi-totalité de l'équipage)
- Officier Noah Lessing : Officier scientifique
- Officier David Amantes
- Lieutenant John Bowler
- Enseigne Dorothy Chang
- James Morrow : Officier scientifique
- Edward Regis
- Brian Sofin : Officier Ingénieur/Sécurité
- Angelo Tassoni : Officier Ingénieur/Sécurité
- Thompson : Officier scientifique
- Lieutenant William Yates
- Hologramme Médical d'Urgence (HMU Mark I) : Médecin-chef